# Ръждивогръд брегобегач
Ръждивогръдият брегобегач (Tryngites subruficollis) е вид птица от семейство Бекасови (Scolopacidae).

## Разпространение
Видът се размножава в откритата арктическа тундра на Северна Америка. През останалото време пребивава главно в Южна Америка, особено в Аржентина.
Среща се и в България.